# Campionatul European de Volei Masculin din 1963
Campionatul European de Volei Masculin din 1963 a fost a șasea ediție a Campionatului European de Volei organizată de CEV. A fost găzduită de România din 21 octombrie până în 2 noiembrie 1963.

## Echipe participante
| - Austria - Belgia - Bulgaria - Cehoslovacia - Danemarca - Finlanda | - Franța - Italia - Iugoslavia - Țările de Jos - Polonia - RDG | - RFG - România - Turcia - Ungaria - Uniunea Sovietică |

## Componența grupelor
| Grupa A - Belgia - Cehoslovacia - Italia - Ungaria | Grupa B - Finlanda - Țările de Jos - Polonia - România | Grupa C - Austria - RDG - Iugoslavia - Uniunea Sovietică | Grupa D - Bulgaria - Danemarca - Franța - RFG - Turcia |

## Faza preliminară

### Grupa A
| L | Echipa       | P | M | V | Î | SC | SP | Ratio | PP  | PÎ  | Ratio |
| - | ------------ | - | - | - | - | -- | -- | ----- | --- | --- | ----- |
| 1 | Ungaria      | 6 | 3 | 3 | 0 | 9  | 2  | 4,500 | 159 | 110 | 1,445 |
| 2 | Cehoslovacia | 5 | 3 | 2 | 1 | 8  | 3  | 2,667 | 154 | 109 | 1,413 |
| 3 | Italia       | 4 | 3 | 1 | 2 | 3  | 7  | 0,429 | 108 | 135 | 0,800 |
| 4 | Belgia       | 3 | 3 | 0 | 3 | 1  | 9  | 0,111 | 77  | 144 | 0,535 |

### Grupa B

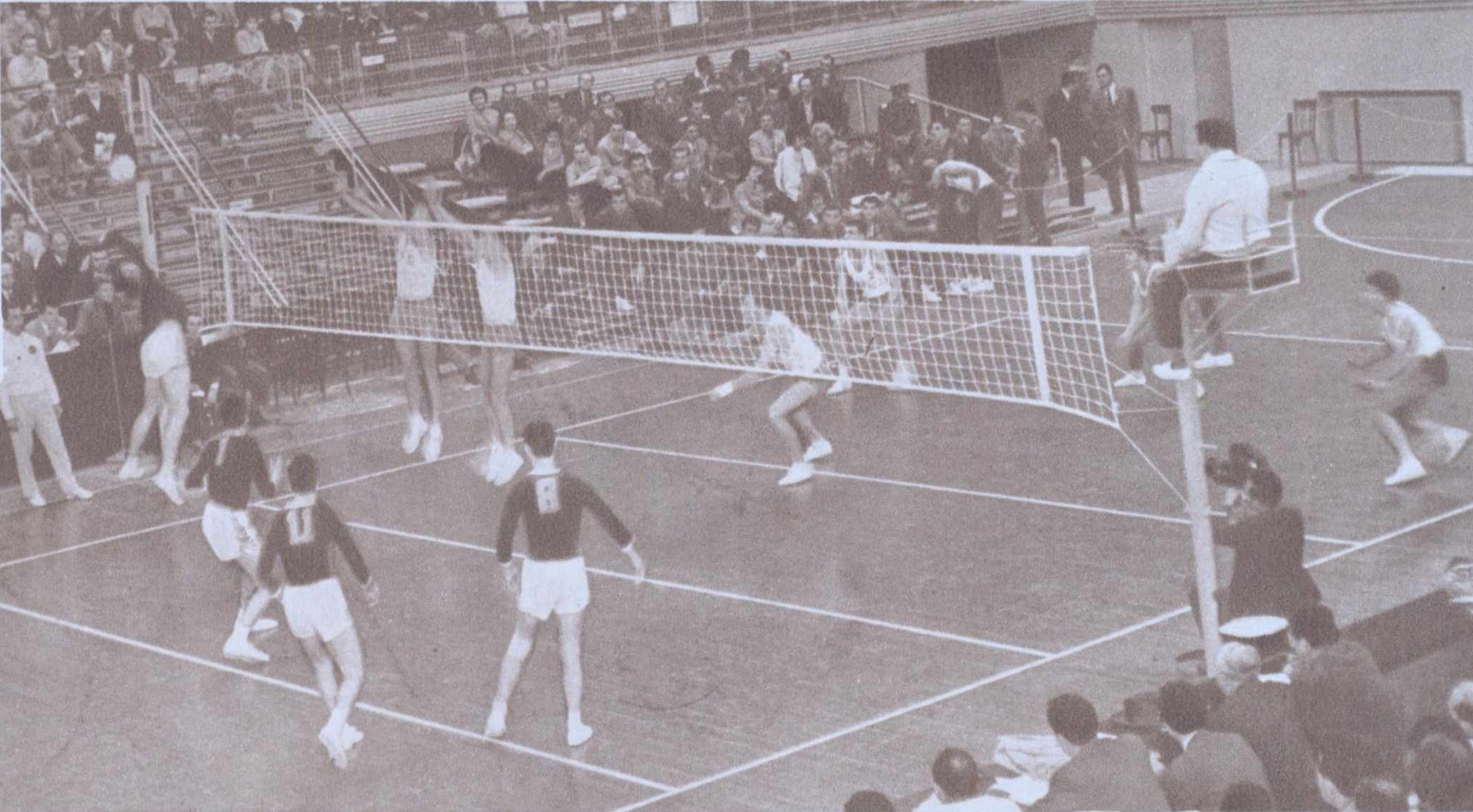
România - Finlanda

| L | Echipa        | P | M | V | Î | SC | SP | Ratio | PP  | PÎ  | Ratio |
| - | ------------- | - | - | - | - | -- | -- | ----- | --- | --- | ----- |
| 1 | România       | 6 | 3 | 3 | 0 | 9  | 1  | 9,000 | 144 | 81  | 1,778 |
| 2 | Polonia       | 5 | 3 | 2 | 1 | 6  | 3  | 2,000 | 121 | 97  | 1,247 |
| 3 | Țările de Jos | 4 | 3 | 1 | 2 | 4  | 6  | 0,667 | 124 | 122 | 1,016 |
| 4 | Finlanda      | 3 | 3 | 0 | 3 | 0  | 9  | 0,000 | 46  | 135 | 0,341 |

### Grupa C
| L | Echipa            | P | M | V | Î | SC | SP | Ratio | PP  | PÎ  | Ratio |
| - | ----------------- | - | - | - | - | -- | -- | ----- | --- | --- | ----- |
| 1 | Iugoslavia        | 5 | 3 | 2 | 1 | 8  | 4  | 2,000 | 159 | 115 | 1,383 |
| 2 | Uniunea Sovietică | 5 | 3 | 2 | 1 | 8  | 5  | 1,600 | 165 | 134 | 1,231 |
| 3 | RDG               | 5 | 3 | 2 | 1 | 7  | 5  | 1,400 | 159 | 128 | 1,242 |
| 4 | Austria           | 3 | 3 | 0 | 3 | 0  | 9  | 0,000 | 29  | 135 | 0,215 |

### Grupa D
| L | Echipa    | P | M | V | Î | SC | SP | Ratio | PP  | PÎ  | Ratio |
| - | --------- | - | - | - | - | -- | -- | ----- | --- | --- | ----- |
| 1 | Bulgaria  | 8 | 4 | 4 | 0 | 12 | 0  | MAX   | 180 | 59  | 3,051 |
| 2 | Franța    | 7 | 4 | 3 | 1 | 9  | 5  | 1,800 | 177 | 140 | 1,264 |
| 3 | Turcia    | 6 | 4 | 2 | 2 | 8  | 6  | 1,333 | 168 | 142 | 1,183 |
| 4 | RFG       | 5 | 4 | 1 | 3 | 3  | 9  | 0,333 | 86  | 169 | 0,509 |
| 5 | Danemarca | 4 | 4 | 0 | 4 | 0  | 12 | 0,000 | 79  | 180 | 0,439 |

## Faza finală

### Grupa pentru locurile 9-17
| L  | Echipa        | P  | M | V | Î | SC | SP | Ratio | PP  | PÎ  | Ratio |
| -- | ------------- | -- | - | - | - | -- | -- | ----- | --- | --- | ----- |
| 9  | RDG           | 16 | 8 | 8 | 0 | 24 | 0  | MAX   | 363 | 122 | 2,975 |
| 10 | Italia        | 15 | 8 | 7 | 1 | 21 | 8  | 2,625 | 398 | 297 | 1,340 |
| 11 | Turcia        | 14 | 8 | 6 | 2 | 19 | 8  | 2,375 | 383 | 283 | 1,353 |
| 12 | Țările de Jos | 13 | 8 | 5 | 3 | 18 | 9  | 2,000 | 378 | 267 | 1,416 |
| 13 | Belgia        | 12 | 8 | 4 | 4 | 14 | 12 | 1,167 | 322 | 280 | 1,150 |
| 14 | Finlanda      | 11 | 8 | 3 | 5 | 10 | 16 | 0,625 | 259 | 308 | 0,841 |
| 15 | RFG           | 10 | 8 | 2 | 6 | 7  | 19 | 0,368 | 224 | 355 | 0,631 |
| 16 | Austria       | 9  | 8 | 1 | 7 | 4  | 21 | 0,190 | 159 | 351 | 0,453 |
| 17 | Danemarca     | 8  | 8 | 0 | 8 | 0  | 24 | 0,000 | 138 | 361 | 0,382 |

### Grupa pentru locurile 1-8
| L | Echipa            | P  | M | V | Î | SC | SP | Ratio | PP  | PÎ  | Ratio |
| - | ----------------- | -- | - | - | - | -- | -- | ----- | --- | --- | ----- |
| 1 | România           | 14 | 7 | 7 | 0 | 21 | 4  | 5,250 | 348 | 238 | 1,462 |
| 2 | Ungaria           | 12 | 7 | 5 | 2 | 16 | 10 | 1,600 | 332 | 285 | 1,165 |
| 3 | Uniunea Sovietică | 12 | 7 | 5 | 2 | 19 | 13 | 1,462 | 407 | 352 | 1,156 |
| 4 | Bulgaria          | 11 | 7 | 4 | 3 | 16 | 12 | 1,333 | 342 | 311 | 1,100 |
| 5 | Cehoslovacia      | 10 | 7 | 3 | 4 | 16 | 14 | 1,143 | 389 | 380 | 1,024 |
| 6 | Polonia           | 10 | 7 | 3 | 4 | 12 | 16 | 0,750 | 313 | 359 | 0,872 |
| 7 | Iugoslavia        | 8  | 7 | 1 | 6 | 7  | 20 | 0,350 | 292 | 363 | 0,804 |
| 8 | Franța            | 7  | 7 | 0 | 7 | 3  | 21 | 0,143 | 213 | 348 | 0,612 |

## Clasamentul final

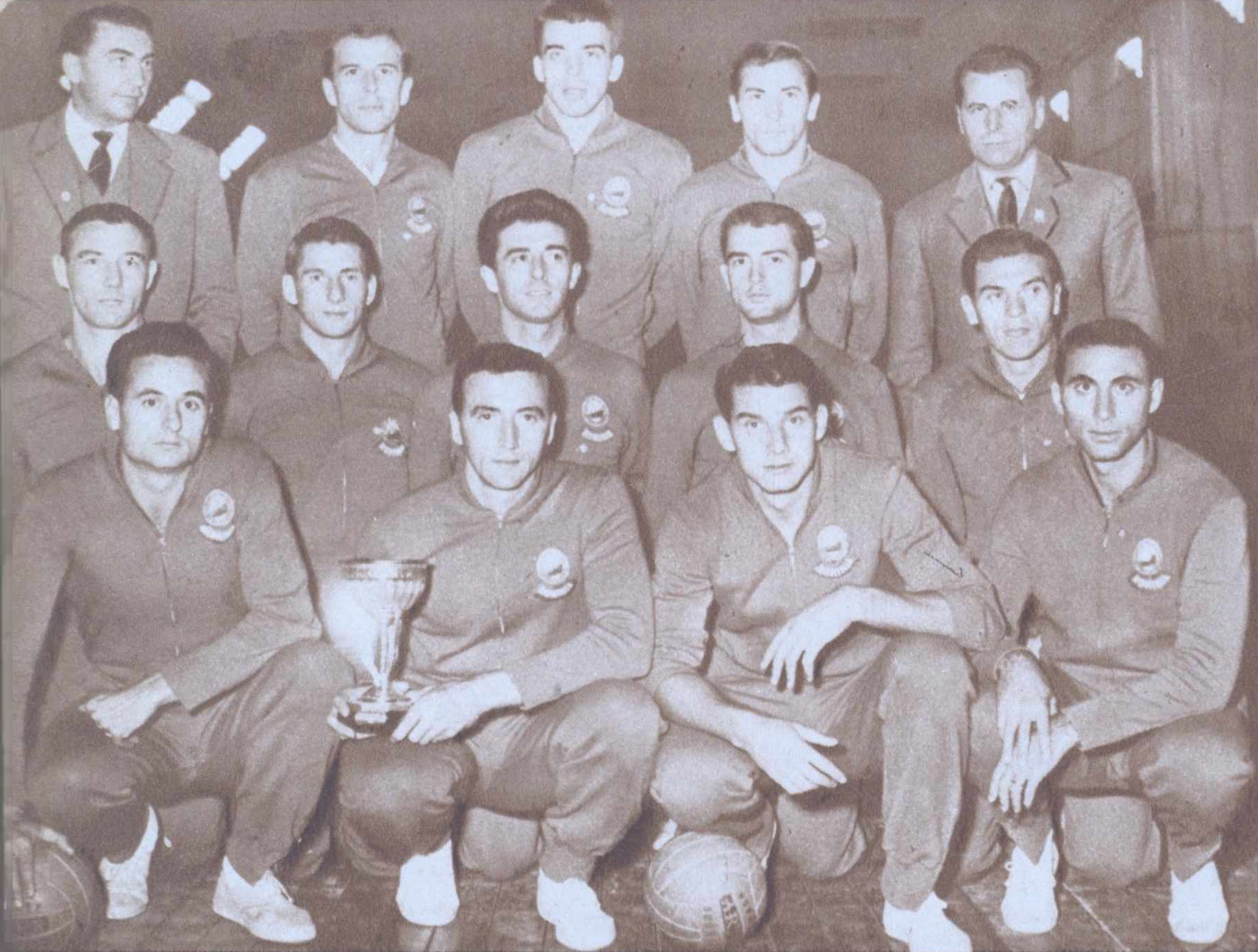
Echipa României a câștigat titlul

| Loc | Echipă            |
| --- | ----------------- |
| 1   | România           |
| 2   | Ungaria           |
| 3   | Uniunea Sovietică |
| 4   | Bulgaria          |
| 5   | Cehoslovacia      |
| 6   | Polonia           |
| 7   | Iugoslavia        |
| 8   | Franța            |
| 9   | RDG               |
| 10  | Italia            |
| 11  | Turcia            |
| 12  | Țările de Jos     |
| 13  | Belgia            |
| 14  | Finlanda          |
| 15  | RFG               |
| 16  | Austria           |
| 17  | Danemarca         |

| Campionatul European de Volei Masculin din 1963 România Primul titlu |

## Medaliați
| Campioană România | Nicolae Bărbuță, Mihai Chezan, Mihai Coste, Eduard Derzsei, Aurel Drăgan, Gheorghe Fieraru, Constantin Ganciu, Mihai Grigorovici, Horațiu Nicolau, Davila Plocon, William Schreiber, Iuliu Szöcs Antrenor principal: Nicolae Sotir |

| Vicecampioană Ungaria | Béla Czafik, József Farkas, Tibor Flórián, László Gálos, Vilmos Iváncsó, Ferenc Jánosi, Antal Kangyerka, Csaba Lantos, István Molnár, Ottó Prouza, Mihály Tatár, Ferenc Tüske |

| Locul 3 Uniunea Sovietică | Ivans Bugajenkovs, Nikolai Burobin, Iuri Cesnokov, Ghennadi Gaikovoi, Vaja Kacearava, Valeri Kalacihin, Vladimir Kovalenko, Gheorghi Mondzolevski, Iuri Poiarkov, Eduard Sibireakov, Iuri Vengherovski, Dmitri Voskoboinikov |

## Legături externe
Materiale media legate de Campionatul European de Volei Masculin din 1963 la Wikimedia Commons